# NGC 328
NGC 328 je galaksija u zviježđu Feniks.

## Vanjske poveznice
- SEDS: NGC 328